# Dermestes coronatus
Dermestes coronatus es una especie de escarabajo de piel del género Dermestes, tribu Dermestini, subfamilia Dermestinae. Fue descrita por Steven in Schönherr en 1808.

## Descripción
Mide 7-8 mm de longitud.

## Distribución y hábitat
Se distribuye por Afganistán, Polonia, Turquía, Cáucaso, el norte de la India, Irán, Kirguistán, Mongolia, Rusia, China y Kazajistán.